# ムスサウルス
ムスサウルス (Mussaurus) はジュラ紀前期シネムーリアン期に生息していた古竜脚類の恐竜。属名はマウストカゲを意味する。記載当時、卵と全長20cm程度の幼体しか発見されていなかったためその名が付いた。後に成体由来の化石が記載されており、全長は6mほどになったと推測されている。